# Saint-Léger (Alpy Nadmorskie)
Saint-Léger – miejscowość i gmina we Francji, w regionie Prowansja-Alpy-Lazurowe Wybrzeże, w departamencie Alpy Nadmorskie.
Według danych na rok 1990 gminę zamieszkiwały 54 osoby, a gęstość zaludnienia wynosiła 12 osób/km² (wśród 963 gmin regionu Prowansja-Alpy-W. Lazurowe Saint-Léger plasuje się na 734. miejscu pod względem liczby ludności, natomiast pod względem powierzchni na miejscu 809.).